# انوادرو رونکاتو
انوادرو رونکاتو (به پرتغالی: Evandro Roncatto) هافبک، مهاجم اهل برزیل است که در شهر کمپیناس و در تاریخ ۲۴ مهٔ ۱۹۸۶ به دنیا آمده‌است.
انوادرو رونکاتو در تیم‌های فوتبال Guarani سابقهٔ حضور دارد.